# Tir aux Jeux olympiques d'été de 2024
Pour des articles plus généraux, voir Jeux olympiques d'été de 2024 et Tir aux Jeux olympiques.
Navigation
Tokyo 2020 Los Angeles 2028
Les épreuves de tir sportif aux Jeux olympiques d'été de 2024 se déroulent au Centre national de tir sportif à Châteauroux, dans le département de l'Indre, du 27 juillet au 5 août. 
Lors de cette édition, l'épreuve de skeet mixte fait son apparition, en remplacement de celle de la fosse olympique mixte (trap),.

## Lieu de la compétition
Les épreuves de tir ont lieu au Centre national de tir sportif situé à Déols, près de Châteauroux, dans le département de l'Indre. Le site se trouve à environ 260 km au sud de Paris.

## Épreuves
Le tir sportif aux Jeux olympiques regroupe des épreuves disputées avec différentes armes : la carabine, le pistolet et le fusil de chasse.
| Arme            | Distance | Épreuve                 | Participants | Participants | Participants |
| Arme            | Distance | Épreuve                 | Hommes       | Femmes       | Mixte        |
| --------------- | -------- | ----------------------- | ------------ | ------------ | ------------ |
| Pistolet        | 10 m     | Pistolet à air comprimé | X            | X            | X            |
| Pistolet        | 25 m     | Tir rapide              | X            | X            |              |
| Carabine        | 10 m     | Carabine à air comprimé | X            | X            | X            |
| Carabine        | 50 m     | 3 positions             | X            | X            |              |
| Fusil de chasse | -        | Fosse olympique         | X            | X            |              |
| Fusil de chasse | -        | Skeet olympique         | X            | X            | X            |

Les épreuves de tir au pistolet et à la carabine se déroulent dans un stand de tir où les tireurs doivent atteindre une cible fixe avec la plus grande précision possible. Celles au fusil de chasse se déroulent en plein air et les tireurs doivent atteindre des cibles projetées en l'air.

## Critères de qualification
Début 2022, la Fédération internationale de tir sportif (ISSF) a accepté de modifier les règles d'attribution des places de quotas olympiques, afin d'atteindre la parité hommes/femmes. C'est pourquoi 340 places, avec une répartition égale entre hommes et femmes, sont désormais attribuées lors des championnats mondiaux et continentaux.
Les 16 premières places sont attribuées au cours des Championnats d'Europe 2022 (à Chypre pour les épreuves au fusil de chasse et en Pologne pour les épreuves à la carabine et au pistolet : il y a en tout 8 épreuves et les deux meilleurs CNO dans chaque épreuve de tir individuel ont une place. Pour le reste de la saison 2022, 60 autres places sont attribuées lors de différentes compétitions (championnats du monde et continentaux). Les 264 places restantes sont attribuées en 2023-2024. La période de qualification prend fin le 9 juin 2024.
Le quota maximal par CNO est de 24 tireurs (12 hommes et 12 femmes). La France, en tant que pays hôte, se voit garantir 12 places, une dans chacune des épreuves individuelles. De même, au nom de l'universalité des Jeux, 16 places (8 pour les hommes et 8 pour les femmes) sont offertes aux CNO admissibles.

## Calendrier
| Épreuve ↓ / Date → | Épreuve ↓ / Date → | Épreuve ↓ / Date →  | Sa 27 | Sa 27 | Di 28 | Di 28 | Lu 29 | Lu 29 | Ma 30 | Ma 30 | Me 31 | Me 31 | Je 1er | Je 1er | Ve 2 | Ve 2 | Sa 3 | Sa 3 | Di 4 | Di 4 | Lu 5 | Lu 5 |
| ------------------ | ------------------ | ------------------- | ----- | ----- | ----- | ----- | ----- | ----- | ----- | ----- | ----- | ----- | ------ | ------ | ---- | ---- | ---- | ---- | ---- | ---- | ---- | ---- |
| Hommes             | Pistolet           | Air comprimé à 10 m | Q     | Q     | F     | F     |       |       |       |       |       |       |        |        |      |      |      |      |      |      |      |      |
| Hommes             | Pistolet           | Tir rapide à 25 m   |       |       |       |       |       |       |       |       |       |       |        |        |      |      |      |      | Q    | Q    | F    | F    |
| Hommes             | Carabine           | Air comprimé à 10 m |       |       | Q     | Q     | F     | F     |       |       |       |       |        |        |      |      |      |      |      |      |      |      |
| Hommes             | Carabine           | 3 positions à 50 m  |       |       |       |       |       |       |       |       | Q     | Q     | F      | F      |      |      |      |      |      |      |      |      |
| Hommes             | Fusil de chasse    | Fosse olympique     |       |       |       |       | Q     | Q     | Q     | F     |       |       |        |        |      |      |      |      |      |      |      |      |
| Hommes             | Fusil de chasse    | Skeet               |       |       |       |       |       |       |       |       |       |       |        |        | Q    | Q    | Q    | F    |      |      |      |      |
| Femmes             | Pistolet           | Air comprimé à 10 m | Q     | Q     | F     | F     |       |       |       |       |       |       |        |        |      |      |      |      |      |      |      |      |
| Femmes             | Pistolet           | 25 m                |       |       |       |       |       |       |       |       |       |       |        |        | Q    | Q    | F    | F    |      |      |      |      |
| Femmes             | Carabine           | Air comprimé à 10 m |       |       | Q     | Q     | F     | F     |       |       |       |       |        |        |      |      |      |      |      |      |      |      |
| Femmes             | Carabine           | 3 positions à 50 m  |       |       |       |       |       |       |       |       |       |       | Q      | Q      | F    | F    |      |      |      |      |      |      |
| Femmes             | Fusil de chasse    | Fosse olympique     |       |       |       |       |       |       | Q     | Q     | Q     | F     |        |        |      |      |      |      |      |      |      |      |
| Femmes             | Fusil de chasse    | Skeet               |       |       |       |       |       |       |       |       |       |       |        |        |      |      | Q    | Q    | Q    | F    |      |      |
| Mixte              | Pistolet           | Air comprimé à 10 m |       |       |       |       | Q     | Q     | F     | F     |       |       |        |        |      |      |      |      |      |      |      |      |
| Mixte              | Carabine           | Air comprimé à 10 m | Q     | F     |       |       |       |       |       |       |       |       |        |        |      |      |      |      |      |      |      |      |
| Mixte              | Fusil de chasse    | Skeet               |       |       |       |       |       |       |       |       |       |       |        |        |      |      |      |      |      |      | Q    | F    |

| - Q : qualifications - F : finales |

## Médaillés
| Épreuve                      | Or                                       | Argent                                      | Bronze                                    |
| ---------------------------- | ---------------------------------------- | ------------------------------------------- | ----------------------------------------- |
| Hommes                       |                                          |                                             |                                           |
| Pistolet à 10 m air comprimé | Xie Yu (CHN)                             | Federico Nilo Maldini (ITA)                 | Paolo Monna (ITA)                         |
| Pistolet à 25 m tir rapide   | Li Yuehong (CHN)                         | Cho Yeong-jae (KOR)                         | Wang Xinjie (CHN)                         |
| Carabine à 10 m air comprimé | Sheng Lihao (CHN)                        | Victor Lindgren (SWE)                       | Miran Maričić (CRO)                       |
| Carabine à 50 m 3 positions  | Liu Yukun (CHN)                          | Serhiy Koulich (UKR)                        | Swapnil Kusale (IND)                      |
| Fosse olympique              | Nathan Hales (GBR)                       | Qi Ying (CHN)                               | Jean Pierre Brol (GUA)                    |
| Skeet                        | Vincent Hancock (USA)                    | Conner Prince (USA)                         | Lee Meng-yuan (TPE)                       |
| Femmes                       |                                          |                                             |                                           |
| Pistolet à 10 m air comprimé | Oh Ye-jin (KOR)                          | Kim Ye-ji (KOR)                             | Manu Bhaker (IND)                         |
| Pistolet à 25 m              | Yang Ji-in (KOR)                         | Camille Jedrzejewski (FRA)                  | Veronika Major (HUN)                      |
| Carabine à 10 m air comprimé | Ban Hyo-jin (KOR)                        | Huang Yuting (CHN)                          | Audrey Gogniat (SUI)                      |
| Carabine à 50 m 3 positions  | Chiara Leone (SUI)                       | Sagen Maddalena (USA)                       | Zhang Qiongyue (CHN)                      |
| Fosse olympique              | Adriana Ruano Oliva (GUA)                | Silvana Stanco (ITA)                        | Penny Smith (AUS)                         |
| Skeet                        | Francisca Crovetto (CHI)                 | Amber Rutter (GBR)                          | Austen Smith (USA)                        |
| Mixte                        |                                          |                                             |                                           |
| Pistolet à 10 m air comprimé | Serbie- Zorana Arunović - Damir Mikec    | Turquie- Şevval İlayda Tarhan - Yusuf Dikeç | Inde- Manu Bhaker - Sarabjot Singh        |
| Carabine à 10 m air comprimé | Chine- Sheng Lihao - Huang Yuting        | Corée du Sud- Keum Ji-hyeon - Park Ha-jun   | Kazakhstan- Alexandra Le - Islam Stapayev |
| Skeet                        | Italie- Diana Bacosi - Gabriele Rossetti | États-Unis- Austen Smith - Vincent Hancock  | Chine- Jiang Yiting - Lyu Jianlin         |

## Tableau des médailles
- Pays organisateur (France)

| Rang  | Nation          | Or | Argent | Bronze | Total |
| ----- | --------------- | -- | ------ | ------ | ----- |
| 1     | Chine           | 5  | 2      | 3      | 10    |
| 2     | Corée du Sud    | 3  | 3      | 0      | 6     |
| 3     | États-Unis      | 1  | 3      | 1      | 5     |
| 4     | Italie          | 1  | 2      | 1      | 4     |
| 5     | Grande-Bretagne | 1  | 1      | 0      | 2     |
| 6     | Suisse          | 1  | 0      | 1      | 2     |
| 6     | Guatemala       | 1  | 0      | 1      | 2     |
| 8     | Serbie          | 1  | 0      | 0      | 1     |
| 8     | Chili           | 1  | 0      | 0      | 1     |
| 10    | France          | 0  | 1      | 0      | 1     |
| 10    | Suède           | 0  | 1      | 0      | 1     |
| 10    | Ukraine         | 0  | 1      | 0      | 1     |
| 10    | Turquie         | 0  | 1      | 0      | 1     |
| 14    | Inde            | 0  | 0      | 3      | 3     |
| 15    | Australie       | 0  | 0      | 1      | 1     |
| 15    | Croatie         | 0  | 0      | 1      | 1     |
| 15    | Hongrie         | 0  | 0      | 1      | 1     |
| 15    | Kazakhstan      | 0  | 0      | 1      | 1     |
| 15    | Taipei chinois  | 0  | 0      | 1      | 1     |
| Total | Total           | 15 | 15     | 15     | 45    |